# 월평초등학교 (부산)
월평초등학교는 대한민국 부산광역시 기장군에 있는 공립 초등학교이다.

## 학교 연혁
- 1938년 5월 8일: 정관공립심상소학교 부설 월평간이학교 개교

## 참고 자료
- 월평초등학교 - 한국교육학술정보원 학교알리미